# Brigitte Martel
Pour les articles homonymes, voir Martel.
Brigitte Martel, née Jacques Bélanger le 31 octobre 1949 et morte le 3 juin 2006, est une chanteuse canadienne.

## Biographie
À 11 ans, sous son nom de naissance Jacques Bélanger, elle se fait connaître avec son succès Maman, tu es la plus belle du monde.
À 18 ans, Brigitte Martel fait la manchette de la presse à sensation lorsqu'elle devint la première célébrité québécoise à subir une chirurgie de réattribution sexuelle. Sa transition est éprouvante autant sur le plan personnel que professionnel : « Si tu recules dans les années 1970, les gens étaient pas prêts vraiment encore à ça. Mais moi je me suis dit : « Je fais le grand saut puis advienne que pourra ! » Puis avec les années, ça s'est tassé, puis les gens m'ont bien acceptée après. »
En 1980, elle participe à la fondation d'ATQ - Association des Transsexuel(le)s du Québec, organisation caritative vouée au soutien individuel et à l'éducation sociale en matière de transidentité.
En 1981, son autobiographie est publiée par Québecor : Né homme, comment je suis devenu femme  est la première autobiographie d’une personne trans au Québec.
Avec son physique imposant et sa puissante voix, Brigitte Martel passe les dernières années de sa vie à chanter dans les cabarets de l'Est de Montréal. Elle s'est éteinte dans la nuit du 3 juin 2006, dans sa résidence des Laurentides au Québec. Une autopsie a révélé qu'elle était décédée des suites d'un arrêt cardiaque.

« Il m'est difficile de m'exprimer par l'écriture. Je le fais plus aisément par le geste ou la chanson. »

— Brigitte Martel,  Né homme, comment je suis devenu femme, Montréal, Quebecor, 1981, p. 5.